# Читадзе Едуард Михайлович
Едуа́рд Миха́йлович Чита́дзе — старшина Збройних сил України, учасник російсько-української війни.

## З життєпису
В часі війни служив у 93-й окремій механізованій бригаді «Холодний Яр».
Брав участь у боях під Іловайськом та за Донецький аеропорт. Провіз через терористичне оточення воду, їжу та солярку на старий термінал ДАП. Встановлював український прапор на вежі в аеропорту. Під час пожежі уночі рятував побратимів — спали, загорнувшись в матраци. Він зазнав численних опіків.
Станом на березень 2020 року — військовослужбовець частини, що базується в Полтавській області. Проживає в селі Світанок (Гребінківський район).

## Нагороди та вшанування
- Указом Президента України № 878/2019 від 4 грудня 2019 року за «особисті заслуги у зміцненні обороноздатності Української держави, мужність і самовіддані дії, виявлені у захисті державного суверенітету та територіальної цілісності України, зразкове виконання військового обов'язку» нагороджений орденом «За мужність» III ступеня[3].